# Culto a Stalin

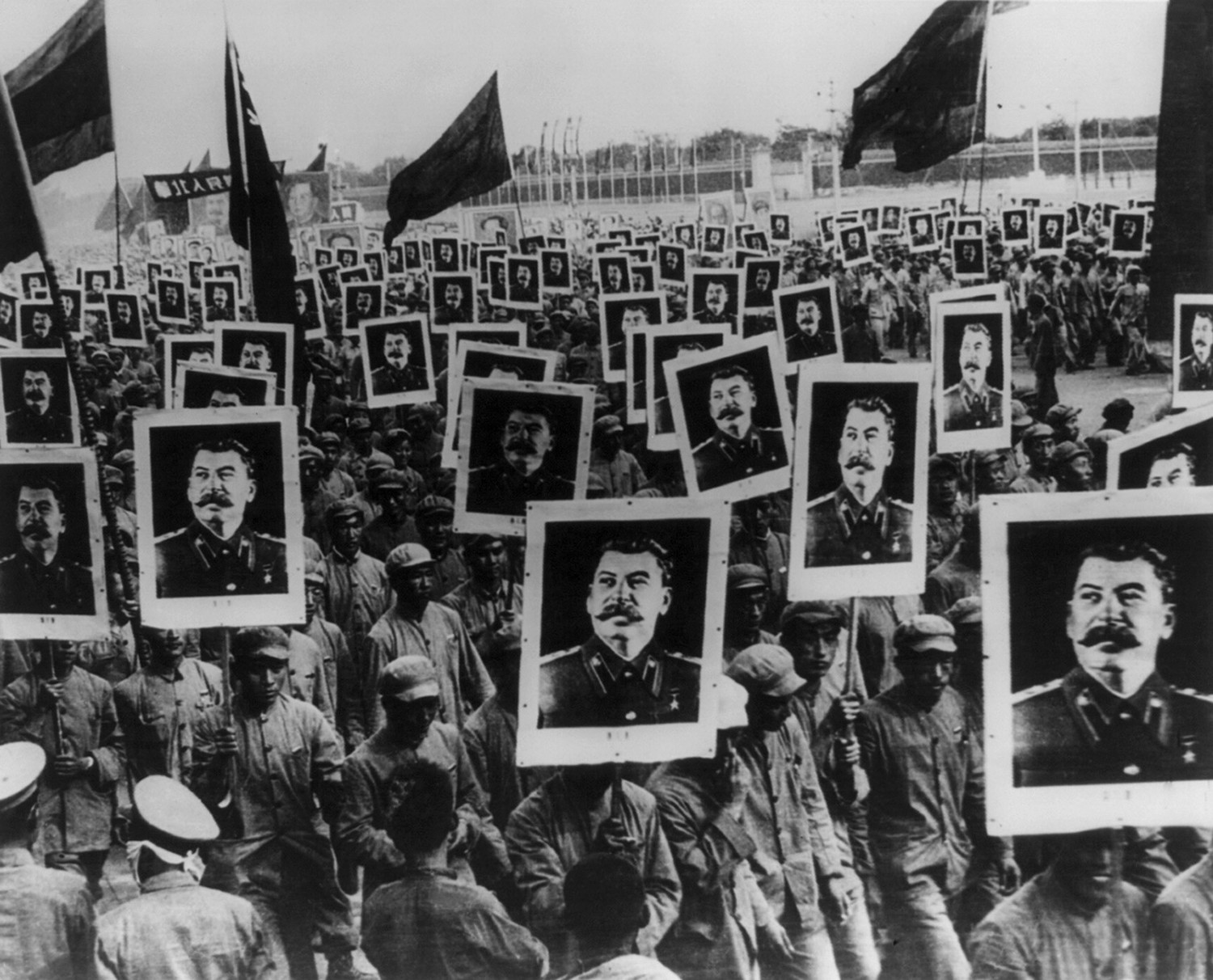
Celebración en China del 70 cumpleaños de Stalin en 1949.

El culto a la personalidad de Stalin es el conjunto de elaboraciones culturales —pinturas, fotografías, pósteres, mantas, banderas—, creadas desde principios de la década de 1930, para adular al líder soviético georgiano Iósif Stalin. 
El término fue acuñado en 1956 por Nikita Jruschov, en un discurso en el que denunciaba la incompatibilidad de una ideología colectiva marxista, con la adulación excesiva a un líder del Partido Comunista. No obstante, la expresión “culto a la personalidad” había aparecido en los escritos de Karl Marx en 1877, como una forma de denunciar cualquier intento de construir un culto alrededor de su persona o la de Friedrich Engels. El culto a la personalidad se refiere a un sistema establecido de veneración hacia un líder, al que se espera que todos los miembros de la sociedad se suscriban; un sistema omnipresente, que busca persistir indefinidamente.

## Historia
El comienzo del culto a la personalidad de Stalin puede situarse en el 21 de diciembre de 1929, en su cumpleaños número cincuenta. En esta fecha, Stalin fue glorificado a gran escala en varios medios —el primero y más famoso, el periódico oficialista Pravda. La inauguración del culto fue seguida de tres años y medio de ausencia del escenario público, pero a mediados de 1933, Stalin reapareció y el culto a su personalidad tomó mayor fuerza, convirtiéndose en un sistema coherente de símbolos que se mantuvo durante su mandato y del cual quedan expresiones hasta el día de hoy.

## Los retratos de Stalin

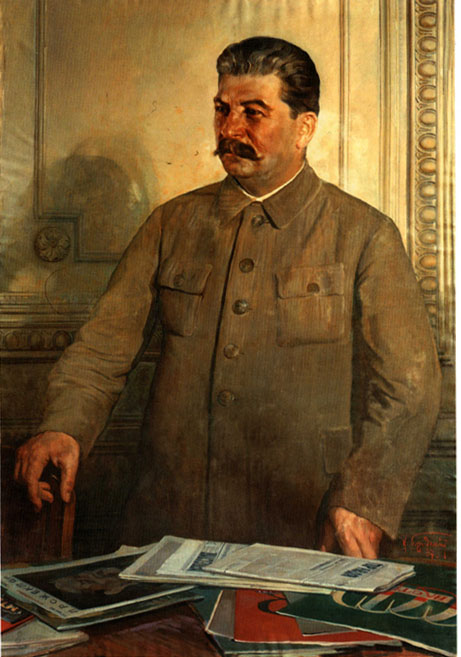
Retrato de Stalin de 1937, por Isaak Brodski.

La manera en que Stalin era retratado fue una de las expresiones más importantes del culto a su personalidad. Era importante distinguir a Stalin de otros líderes del Partido en retratos grupales. Estas distinciones incluían el tamaño de Stalin, su lugar en la pintura, el color de su ropa, el movimiento de sus brazos y el hecho de que sus manos nunca tocaban su cara, mientras que otros descansaban la cabeza en sus brazos. La dirección a la que Stalin dirigía su mirada era otra distinción importante; mientras otros se veían a sí mismos, a su líder o a un objeto, Stalin casi siempre miraba hacia un punto fuera de la pintura. Además de los rasgos intrínsecos de los retratos, el texto que acompañaba a las pinturas grupales también diferenciaba a Stalin: su nombre siempre iba primero, sin importar en donde estuviera situado y, a diferencia de los demás, se escribía en mayúsculas.
Aunque de manera secreta, Stalin desempeñó un papel fundamental en la manera en que su imagen era proyectada. Una gran variedad de propuestas de retrato llegaban a su oficina, y su secretario debía rechazar el producto, recomendar cambios o aprobarlo. Una vez que un retrato de Stalin era terminado, entraba a una fase de reproducción. Las pinturas originales eran reproducidas de manera independiente en libros y en otros medios impresos como litografías, pósteres, tarjetas postales, etc.; la imagen de Stalin era siempre retocada.
	También era muy común que se llevaran a cabo concursos de retratos del líder comunista. Stalin tenía un papel importante en el veredicto y después se encargaba de que su equipo organizara grandes exhibiciones, comúnmente llevadas a cabo en fechas especiales, con mucha propaganda, para que la mayor cantidad de gente pudiera acudir.  Otra manera de poder suscribir a toda la población de la Unión Soviética en ese sistema de devoción por Stalin era adecuando los retratos a cada zona del vasto territorio, de manera que los rasgos del líder se parecieran más a la gente que los apreciaba.

## Stalin y Lenin
Otra marca distintiva de las pinturas de Stalin es que, frecuentemente, era retratado junto a una imagen o figura de Lenin. Ésta era sólo una de las alusiones que el líder comunista hacia a su predecesor para fortalecer la construcción del culto. Se hablaba del importante papel que Stalin desempeñó al ser la mano derecha de Lenin, quien le pedía consejos y apoyo en puntos clave para el desarrollo de la Revolución. “Stalin es el Lenin de hoy”, decía la prensa.  Más aún, en 1933 el periódico Pravda conmemoró el aniversario de la muerte de Marx hablando de las contribuciones teóricas de Stalin a la dialéctica materialista y concluyendo “el nombre de Stalin comparte lugar con los grandes teóricos y líderes del mundo proletario: Marx, Engels y Lenin”.  Sin duda, la constante alusión a Lenin ayudó a legitimar el culto a Stalin.

## Stalin y la juventud

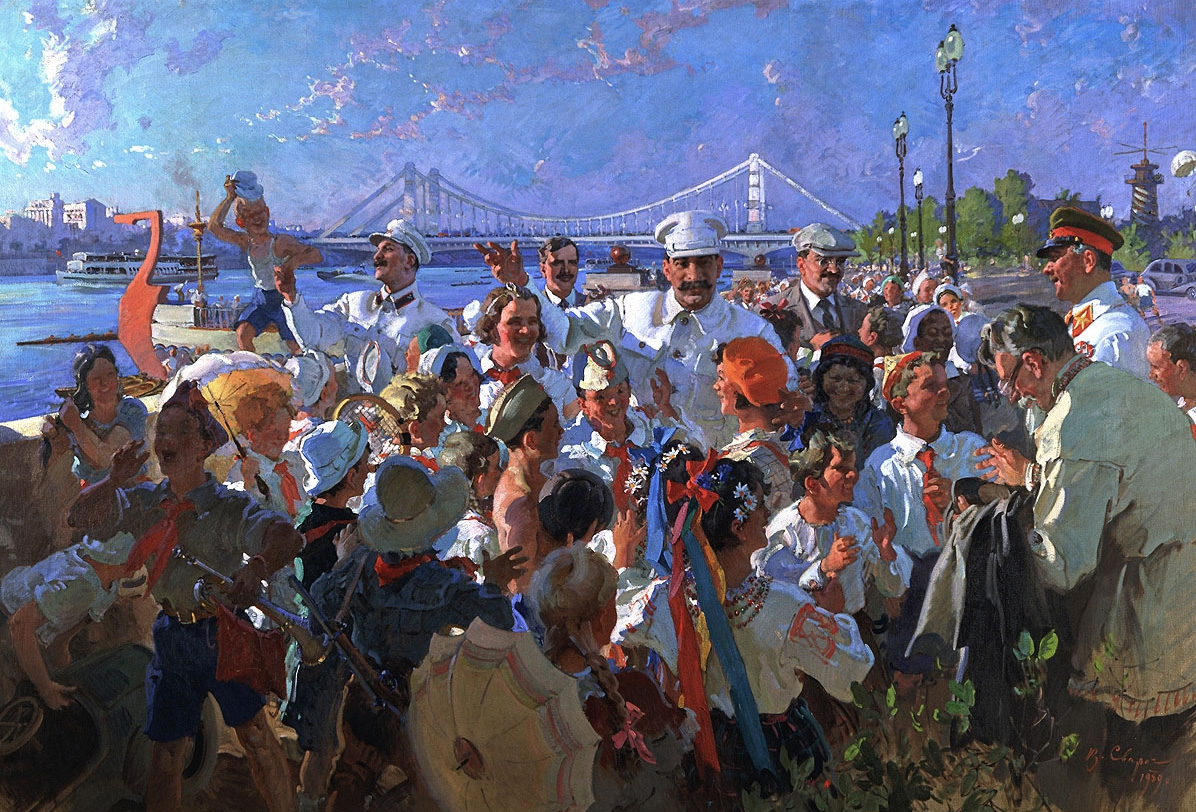
Óleo Stalin y miembros del Politburó entre los niños en el Parque Gorki. Por Vasili Svarog, 1939.

Uno de los aspectos más visibles del culto a Stalin fue su relación con la imagen idealizada de la juventud soviética. Desde la década de 1920, se había vuelto común que los políticos y comentadores afirmaran que el Estado soviético tenía una relación de cuidado a los niños; como resultado, el bienestar de éstos vino a ser la prueba de la legitimidad de este “país de jóvenes”. Se le enseñaba a los niños a ser agradecidos con Stalin y a recordarle a los adultos que él era “el mejor amigo de los niños soviéticos”. La juventud leía y se aprendía de memoria textos que hablaban del coraje y la inteligencia de Stalin. Además, los periódicos publicaban constantemente fotografías de Stalin sonriente, rodeado de niños.

## Otras expresiones del culto
Las fotografías, al igual que los retratos, debían pasar por el filtro de Stalin para poder ser publicadas. A partir de la década de 1940, Stalin comenzó a aparecer cada vez más en compañía de ministros extranjeros y mandatarios; detrás de una mesa, siempre aparecía él o Viacheslav Mólotov firmando un tratado, como el de “Amistad, ayuda mutua y cooperación entre la Unión Soviética y Checoslovaquia". También aparecían fotografías de reuniones de paz o en compañía de exploradores y aviadores soviéticos.
	Stalin se convirtió en el principal objeto para el trabajo de escritores, poetas y artistas. Incontables poemas y varias biografías fueron publicados; numerosas estatuas se colocaron en espacios públicos y oficinas del Partido. Además, hubo una producción acelerada de películas, que tenían como protagonista a un actor interpretando a Stalin. Incluso el lenguaje se vio influenciado: palabras derivadas de o ligadas al nombre de Stalin se hicieron cada vez más comunes, como “a lo Stalin” (po-stálinski)  y algunas expresiones, como la frase “líder, maestro y amigo” estaban reservadas para Stalin. Incluso aún persiste en Rusia la frase “ser fuerte como Stalin”.
En la letra del himno soviético de 1944, escrita por el poeta Serguéi Mijalkov, se menciona a Stalin en la segunda estrofa: “Tras la tempestad brilló el sol/y el prócer Lenin alumbró la senda/Stalin nos ha traído la fidelidad al pueblo/¡Al trabajo y a las hazañas nos inspiró!”. Si bien en 1977 la referencia a Stalin fue removida del himno, en 2009, esta estrofa fue colocada con letras doradas en la estación Kúrskaya del Metro de Moscú por el gobierno del alcalde Yuri Luzhkov.
	Pero la legitimidad del régimen (y de su líder) también debía basarse en logros. Los grandes proyectos estatales ——los planes quinquenales, las nuevas grandes ciudades, las fábricas, el metro—— eran celebrados con gran ímpetu para ganar apoyo del público. Al mismo tiempo, el reconocimiento de héroes modernos, como los aviadores soviéticos, exploradores, artistas, científicos y militares, estaba asociado con el nombre de Stalin.
	La variedad de expresiones del culto a la personalidad de Stalin alerta sobre todos los actores e instituciones involucrados en fortalecerlo. Todos los grupos sociales contribuyeron, cada uno teniendo su impacto, lo cual no significa que todos los individuos participaron. Las instituciones más importantes en la producción del culto a Stalin fueron las organizaciones de artistas, la burocracia, la instituciones educativas, las organizaciones del partido y los órganos represores del Estado. El culto a la personalidad de Stalin lo proyectó de distintas maneras:
- El revolucionario y pupilo de Lenin
- El defensor del Estado
- El profeta, apóstol y maestro
- El constructor del nuevo mundo socialista[23]
- El inspirador del pueblo, cuya buena fortuna les permitió vivir bajo su régimen
- La encarnación física y espiritual del Estado, representando la unidad del pueblo soviético[24]
- Padre de los pueblos[25]
- El corifeo de todas las ciencias[26][27]

## La postura de Stalin frente al culto
Los biógrafos de Stalin han especulado mucho sobre este aspecto y dicen que, dado su personalidad y el sistema de poder soviético, un fenómeno tan grande como el culto a la personalidad de Stalin no hubiera podido iniciarse ni persistir sin la licencia del propio líder.  Por ello es que J. Plamper propone el término “modestia inmodesta”,  para referirse a la actitud de Stalin quien, al ser “el hombre más modesto” lograba enriquecer el culto a su persona. Lo que es un hecho es que Stalin siempre rehusó aceptar la expresión de “culto” para nombrar a lo que se estaba construyendo alrededor de su nombre.